# والرولاکتون-گاما
والرولاکتون-گاما (به انگلیسی: Gamma-Valerolactone) با فرمول شیمیایی C5H8O2 یک ترکیب شیمیایی با شناسه پاب‌کم 7921 است. که جرم مولی آن 100.116 می‌باشد. شکل ظاهری این ترکیب، مایع بی‌رنگ است.